# Jack Owen
Jack Owen (ur. 14 grudnia 1967 w Akron) – amerykański muzyk, kompozytor i instrumentalista, znany głównie jako gitarzysta. Jack Owen znany jest przede wszystkim z występów w deathmetalowej formacji Cannibal Corpse, której był członkiem w latach 1988-2004. W latach 2004–2016 występował w zespole Deicide. W 2017 roku dołączył do formacji Six Feet Under.
W 2002 roku Owen założył hardrockową grupę Adrift. Był także członkiem zespołów Estuary i Grave Descent.

## Dyskografia
| Cannibal Corpse - Eaten Back to Life (1990, Metal Blade Records) - Butchered at Birth (1991, Metal Blade Records) - Tomb of the Mutilated (1992, Metal Blade Records) - The Bleeding (1994, Metal Blade Records) - Vile (1996, Metal Blade Records) - Gallery of Suicide (1998, Metal Blade Records) - Bloodthirst (1999, Metal Blade Records) - Gore Obsessed (2002, Metal Blade Records) - The Wretched Spawn (2004, Metal Blade Records) |  | Deicide - When London Burns (2006, DVD, Earache Records) - The Stench of Redemption (2006, Earache Records) - Doomsday in L.A (2007, DVD, Earache Records) - Till Death Do Us Part (2008, Earache Records) - To Hell with God (2011, Century Media Records) - In the Minds of Evil (2013, Century Media Records) Inne - Adrift – Adrift (EP, 2006, wydanie własne) - Adrift – Absolution (2007, wydanie własne) - Grave Descent – Grave Descent (EP, 2011, wydanie własne) |

## Filmografia
- Ace Ventura: Psi detektyw (jako on sam, członek Cannibal Corpse; 1994, komedia, reżyseria: Tom Shadyac)[7]